# Доісторичний Тайвань
Більшість інформації про Тайвань до прибуття голландської Ост-Індської компанії в 1624 році з'ясована з археологічних знахідок по всьому острову. Найдавніші докази існування людини датуються 20 000 — 30 000 років тому, коли ще існував сухопутній міст з материковим Китаєм. Близько 5000 років тому землероби з південно-східного узбережжя Китаю оселилися на острові. Вважається, що ці люди були носіями австронезійських мов, які розповсюдили ці мови з Тайваню на острови Тихого та Індійського океанів. Нинішні аборигени Тайваню вважаються їхніми нащадками.

## Географія
Острів Тайвань утворився приблизно 4-5 мільйонів років тому на складній конвергентній границі між континентальною Євразійською плитою та океанічною плитою Філіппінського моря.
Границя продовжується на південь від вулканічної дуги Лусон, пасма островів між Тайванем і філіппінським островом Лусон, включаючи острови Люйдао і Ланьюй.
З північної частини острова продовження границя на схід позначено низкою вулканічних островів Рюкю.

Острів відділений від узбережжя Фуцзянь на заході Тайванською протокою, яка має у найвужчому місці 130 км завширшки. Найбільш значними островами в протоці є острови Пенху 45 км від південно-західного узбережжя Тайваню та 140 км від китайського узбережжя. Протока є частиною континентального шельфу, глибина його не перевищую 100 м, і під час льодовикових періодів він ставав сухопутним мостом.

Тайвань є похилим блоком розломів, із порізаними поздовжніми гірськими хребтами, що становлять більшу частину двох третин східної частини острова. Вони мають понад двісті вершин заввишки понад 3000 м. Західна сторона острова спускається до родючих прибережних рівнин.
Острів знаходиться в тропіку Рака і має вологий субтропічний клімат.
Первісна рослинність варіювалася від тропічних лісів у низинах до лісів помірного пояса, бореальних лісів та альпійських луків зі збільшенням висоти.
 Початкова рослинність відрізнялася від тропічних лісів у низинах до лісів помірного поясу, бореальних лісів і альпійських луків зі збільшенням висоти.

## Пізній палеоліт
Під час пізнього плейстоценового зледеніння рівень моря в цьому районі був приблизно на 140 м нижче, ніж сьогодні. У результаті дно Тайванської протоки виявилося широким сухопутним мостом, який перетинала материкова фауна до початку голоцену 10 000 років тому. У каналі між островами Пенху та Тайванем було знайдено концентрацію скам'янілостей хребетних, у тому числі частину щелепної кістки, позначену Пенху 1, яка, очевидно, належить до раніше невідомого виду роду Homo . Ці скам'янілості, ймовірно, належать до одного з двох останніх періодів, оголення протоки, 10–70 тис. років тому та 130—190 тис. років тому
Острови Рюкю на північному сході Тайваню були заселені під час морської ізотопної стадії (MIS) 3, яка закінчилася приблизно 30 000 років тому. Цілком ймовірно, що південні (і, можливо, центральні) острови Рюкю були заселені переселенцями з Тайваню.
У 1972 році фрагментарні скам'янілості анатомічно сучасних людей були знайдені в Чоуцюй і Ганзілінь, в районі Цзоочжень, Тайнань, у скам'янілих пластах, оголених ерозією річки Кайляо. Хоча деякі з фрагментів вважаються більш пізніми, три фрагменти черепа та корінного зуба датовано від 20 000 — 30 000 роками. Знахідку охрестили «людиною Цзоочжень». Жодних пов'язаних артефактів на місці не знайдено.
Найдавніші відомі артефакти — колото-галькові знаряддя культури Чанбінь (長濱文化), знайдені в печерах на південно-східному узбережжі острова. Знахідки датовані 15 000 — 5 000 років тому і схожі на сучасні місця у Фуцзяні. Основне місце розташування Баксіандун (八仙洞), в Чанбіні, Тайдун, було вперше розкопано в 1968 році. Така ж культура була знайдена в Елуанбі на півдні Тайваню, і вона існувала до 3 тис. до Р. Х..
Найдавніші шари містять великі кам'яні знаряддя праці та вказують на спосіб життя мисливців та збирачів. Пізніші шари містять невеликі кам'яні знаряддя з кварцу, а також знаряддя з кістки, рогу та черепашок, що свідчить про перехід до інтенсивного рибальства та збирання молюсків.
Унікальна культура Вансін (網形) була відкрита в окрузі Мяолі на північному заході Тайваню в 1980-х роках. Знахідки складаються зі знарядь із лусками, які з часом стають меншими та стандартизованішими, що вказує на перехід від збирання до полювання.
Аналіз спор і пилкових зерен в осадах озера Жіюетань показує, що найраніші сліди підсічно-вогневого землеробства датуються в цьому районі 11 000 років тому, а найновіші — 4200 років тому, коли були знайдені численні сліди вирощування рису.
Єдине палеолітичне поховання, яке було знайдено на Тайвані — в печері Сяома в Ченгун на південному сході острова, що датується приблизно 4000 роком до нашої ери, поховання чоловіка, схожого за типом на негрітоса, знайденого на Філіппінах. У китайських текстах і в усних переказах аборигенів Формози також є згадки про пігмеїв на острові в якийсь час у минулому.
У грудні 2011 року на острові Лян біля північного узбережжя провінції Фуцзянь було знайдено скелет віком близько 8000 років.
У 2014 році було виявлено, що мітохондріальна ДНК скелета людини Ляндао належить до гаплогрупи E, яка сьогодні зустрічається по всій Приморській Південно-Східній Азії.
Крім того, він мав дві з чотирьох мутацій, характерних для підгрупи Е1.
З цього можна зробити висновок, що гаплогрупа E виникла 8 000-11 000 років тому на північному узбережжі Фуцзянь, потрапила на Тайвань разом з неолітичними поселенцями 6 000 років тому, а звідти поширилася до Приморської Південно-Східної Азії з розповсюдженням носіїв австронезійських мов. Соарес та ін. застерігають від надмірного акцентування на одному зразку та стверджують, що постійний молекулярний годинник передбачає більш ранню дату (і більш південне походження), що для гаплогрупи E залишається більш імовірним.

## Неоліт
У 4000 — 3000 роками до Р. Х. з'явилася культура Дапенкенг (названа на честь пам'ятки в окрузі Тайбей) і швидко поширилася узбережжям острова, а також на острів Пенху. Пам'ятки Дапенкен є відносно однорідними, характеризуються керамікою з відбитками шнурів, різаною галькою, добре полірованими кам'яними теслами та тонкими вістрями зеленуватого сланцю. Мешканці вирощували рис і просо, займалися полюванням, але також сильно залежали від морських черепашок і риби. Більшість вчених вважають, що ця культура не походить від культури Чанбін, а була перенесена через протоку предками сучасних тайванських аборигенів, які розмовляли ранніми австронезійськими мовами. Жодної культури предків на материку не виявлено, але низка спільних рис свідчить про постійні контакти. Проте вчені вважають, що вся неолітична ера Тайванської протоки походить від неолітичних культур у нижній течії Янцзи, зокрема культур Гемуду та Маджіабанг. Була відзначена фізична подібність між людьми цих культур і неолітичними жителями Тайваню.
У наступному тисячолітті ці технології з'явилися на північному узбережжі філіппінського острова Лусон (250 км на південь від Тайваню), де їх і, ймовірно, перейняло місцеве населення. Ця міграція створила гілку австронезійських, малайсько-полінезійських мов, які з того часу розпорошилися на величезній території від Мадагаскару до Гаваїв, острова Пасхи та Нової Зеландії. Усі інші первинні гілки австронезійців зустрічаються лише на Тайвані, головній частині мовної родини.
Спадкоємці культури Дапенкен на всьому Тайвані були локально диференційовані. Культура Фенпітоу (鳳鼻頭), яка характеризується тонкою керамікою з червоними шнуровими мітками, була знайдена в Пенгу та в центральній і південній частинах західної частини острова, а культура з подібною керамікою займала східні прибережні райони. Пізніше вони розділилися на культури Ніуматоу та Інпу в центральному Тайвані, культури Ніучоузі (牛稠子) і Таху на південному заході, культуру Бейнань на південному сході та культуру Цілінь (麒麟) на центральному сході. Культура Юаньшань (圓山) на північному сході, ймовірно, не є тісно пов'язаною з ними, має розрізані тесла, тесла з плічками та кераміку без відбитків шнура. Деякі вчені припускають, що вона є іншою хвилею імміграції з південно-східного Китаю, але подібна культура звідти також невідома.
Археологічні докази доісторичних культур, що датуються 4500 роками до теперішнього часу, були знайдені в селі Нанганг, Сімей в 1983 році
Культура Нючоузі процвітала на території сучасного Тайнаня у 2500—1000 рр до Р. Х. Вона відома помаранчевою керамікою, прикрашеною мотузковим візерунком.
У період раннього неоліту жад використовувався лише для таких знарядь, як сокири та наконечники списів.
Приблизно з 2500 року до нашої ери почали виробляти нефритові прикраси, витонченість яких досягла 1500 р до Р. Х. та 1 роком по Р. Х., особливо в культурі Бейнань на півдні Тайваню. Весь нефрит, знайдений на Тайвані, походить із родовища зеленого нефриту у Фентяні, поблизу сучасного міста Хуалянь. Нефрит з Тайваню почав з'являтися на півночі Філіппін в 1850—1350 роками до нашої ери, породивши філіппінську культуру нефриту. Приблизно на початку нашої ери майстри Тайваню перейшли з нефриту на метал, скло та сердолік. Проте філіппінські майстри продовжували обробляти нефрит із Тайваню приблизно до 1000 року нашої ери, виробляючи підвіски лінглінг-о та інші прикраси, які знайдені по всій південно-східній Азії.

## Залізна доба
Артефакти із заліза та інших металів з'явилися на Тайвані приблизно на початку нашої ери. Спочатку це були торгові товари, але приблизно до 400 р. нашої ери коване залізо виробляли на місцевому рівні за допомогою блумерів, технології, яка, можливо, була запозичена з Філіппін . У різних частинах острова були виявлені різні культури залізної доби: культура Шисанхан (十三行文化) на півночі, культура Фанзайюань (番仔園) на північному заході, культура Дацююань (大邱園) на пагорбах на південному заході округу Наньтоу, культура Кандін на центральному заході, культура Няосун на південному заході, культура Гуйшань (龜山) на півдні острова та культура Цзінпу (靜浦) на східному узбережжі. Найдавніші товари з Китаю, знайдені на острові, датуються часами династії Тан (618—907 рр. н. е.).

## Поховальні обряди
Доісторичне населення на Тайвані практикувало широкий спектр похоронних практик, причому кожна культура мала різні практики. Розкопки стародавніх поховань є ключовими для розуміння археологами цих ранніх тайваньських культур. Надгробки, на похованнях померлих, також є конкретним доказом складних торгових зв'язків і міжкультурного обміну. Деякі з цих стародавніх похоронних звичаїв практикуються в сучасних корінних культурах Тайваню, але багато з них були втрачені.